# Korticifraga Fuckela

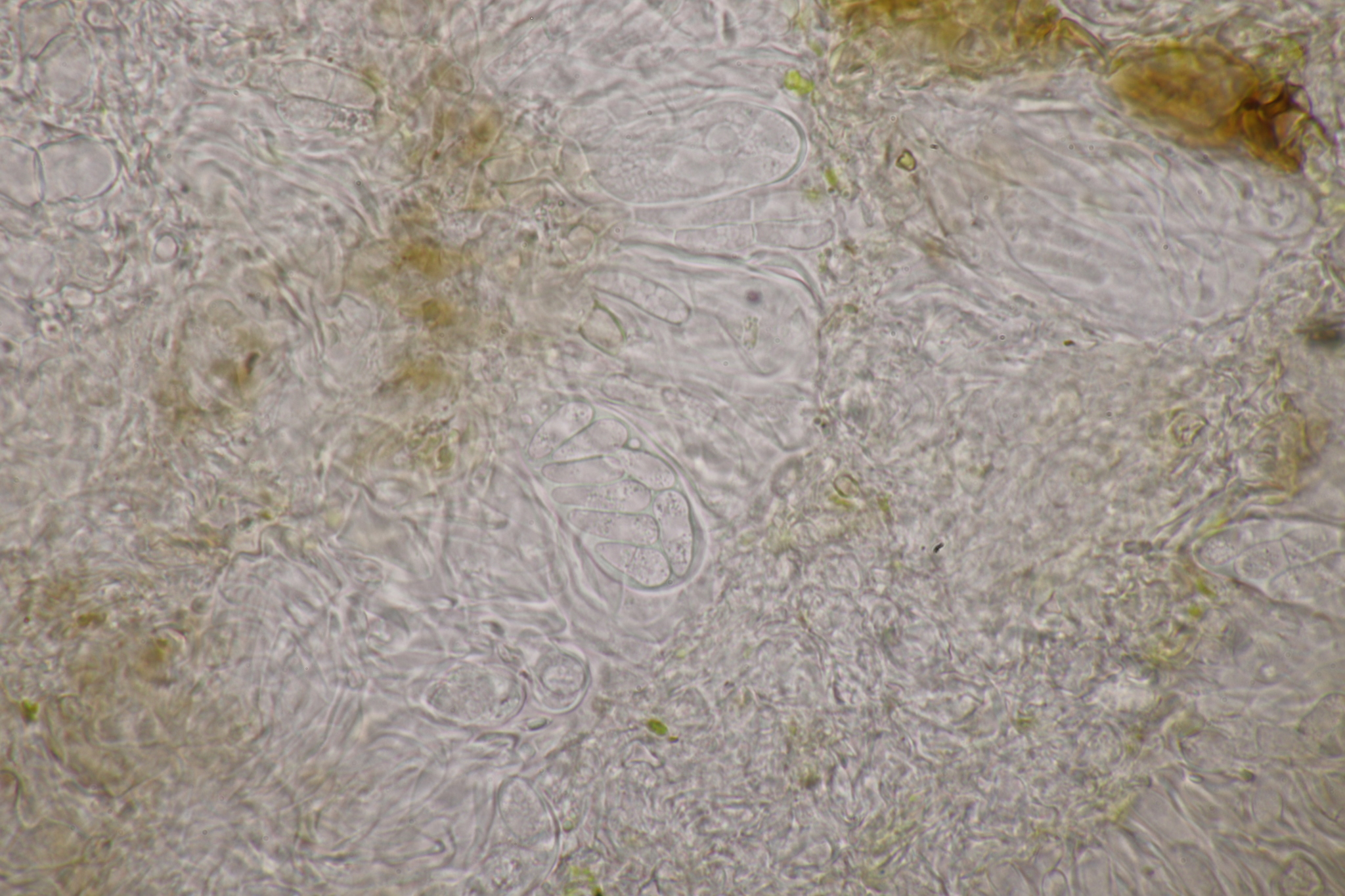

Korticifraga Fuckela (Corticifraga fuckelii (Rehm) D. Hawksw. & R. Sant.) – gatunek grzybów z rodziny Gomphillaceae. Grzyb naporostowy.

## Systematyka i nazewnictwo
Pozycja w klasyfikacji według Index Fungorum: Corticifraga, Gomphillaceae, Ostropales, Ostropomycetidae, Lecanoromycetes, Pezizomycotina, Ascomycota, Fungi.
Po raz pierwszy opisali go w 1888 r. Heinrich Rehm nadając mu nazwę Phragmonaevia fuckelii. Obecną nazwę nadali mu David Leslie Hawksworth i R. Sant. w 1990 r.
Synonimy nazwy naukowej:
- Cryptomyces peltigerae Fuckel 1870
- Peziza fuckelii (Rehm) Sacc. 1889
- Phragmonaevia fuckelii Rehm 1888[3].

Nazwę polską podał Wiesław Fałtynowicz.

## Morfologia
Tworzy apotecja rozproszone, bez koncentrycznego układu, na plamach o nieregularnym, wydłużonym lub rozgałęzionym kształcie. Początkowo są płowe do blado brązowych, w końcu ciemnobrązowe do czarnych. Powstają pod korą, w czasie dojrzewania przebijają się przez korę, której postrzępione pozostałości pozostają na brzegach młodych apotecjów. Mają średnicę 0,2–0,3(–0,5) mm, początkowo są wklęsłe, w końcu stają się mniej więcej kuliste i lekko wypukłe z resztkami tkanki korowej. Trzon szklisty do blado brązowego, słabo rozwinięty, o grubości 10–18 µm w górnej części, zbudowany z komórek o średnicy 2,5–5 µm. Hymenium szkliste do jasnobrązowego w górnej części, o grubości 50–60 µm wysokości. Hypotecjum grubości 6-10 µm, szkliste, słabo zróżnicowane lub czasami go brak, strukturalnie podobne do ekscypulum. Wstawki proste lub słabo rozgałęzione, o grubości poniżej 2–3 µm, stopniowo pogrubiające się w kierunku wierzchołków; wierzchołki: szkliste lub blado brązowe, nie inkrustowane, o grubości 3,5–4,5 µm. Worki 50–70 × 10–15 µm, początkowo z otworem szczytowym, ale dojrzałe często z wypukłym biegnącym do środka worka. Askospory elipsoidalne o wierzchołkach zaokrąglonych z (0–)1(–2) przegrodami, zwężone przy środkowej przegrodzie, o wymiarach (12–)13–17(–19) × (4–)4,5–6 µm. Pyknidiów nie obserwowano.

## Występowanie i siedlisko
Występuje w Ameryce Północnej i Środkowej, Europie, Azji i Afryce. Również w Polsce podano kilka jego stanowisk na plesze pawężnicy drobnej (Peltigera didactyla). Występuje na plechach pawężnic, głównie pawężnicy drobnej, ale podano jej występowanie także na plesze Peltigera fibrillosa.